# Noura Mohamed
Pour les articles homonymes, voir Mohamed.
Noura Mohamed Munir Abdulaziz Mohamed (en arabe : نورا محمد منير عبدالعزيز محمد منير), née le 5 mars 1998, est une escrimeuse égyptienne.

## Carrière
Noura Mohamed est médaillée d'or en fleuret par équipes aux Championnats d'Afrique d'escrime 2014 au Caire. Aux Championnats d'Afrique d'escrime 2015 au Caire, elle est médaillée d'argent en fleuret individuel et médaillée de bronze en fleuret par équipes. Elle est à nouveau médaillée de bronze en fleuret par équipes aux Jeux africains de 2015 à Brazzaville.
Elle dispute les Jeux olympiques de 2016 à Rio de Janeiro ; elle est éliminée en 32es de finale du tournoi de fleuret féminin individuel par la Tunisienne Inès Boubakri.
Aux Championnats d'Afrique d'escrime 2017 au Caire, elle est médaillée d'or en fleuret par équipes et médaillée de bronze en fleuret individuel.
Elle est médaillée de bronze en fleuret individuel ainsi qu'en fleuret par équipes aux Championnats d'Afrique 2018 à Tunis. 
Elle est ensuite médaillée d'argent en fleuret par équipes et médaillée de bronze en fleuret individuel aux Championnats d'Afrique 2019 à Bamako, puis médaillée d'or en fleuret par équipes aux Jeux africains de 2019 à Salé.
Elle dispute les Jeux olympiques de 2020 à Tokyo ; elle est éliminée au deuxième tour du tournoi de fleuret féminin individuel par la Japonaise Yuka Ueno et fait partie de l'équipe d'Égypte féminine de fleuret terminant huitième de la compétition par équipes.
Elle est médaillée d'or en fleuret individuel ainsi qu'en fleuret par équipes aux Championnats d'Afrique 2022 à Casablanca.
Elle est médaillée d'or en fleuret par équipes ainsi que médaillée d'argent en fleuret individuel  aux Championnats d'Afrique 2023 au Caire.